# Karl Wenzel (Mediziner)

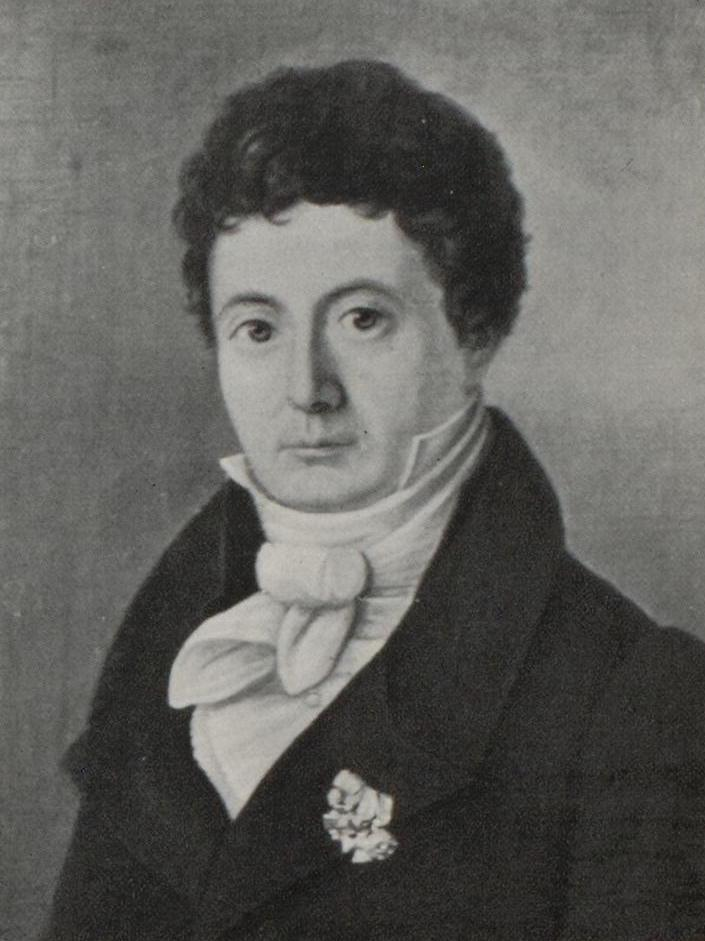
Karl Wenzel

Karl August Wenzel, auch Carl Wenzel (* 25. April 1769 in Mainz; † 19. Oktober 1827 in Frankfurt am Main) war ein deutscher Mediziner. Er war Arzt und Geburtshelfer in Frankfurt am Main.

## Leben
Karl Wenzel war der Sohn des Medizinprofessors und Hofgerichtsrats Joseph Franz Wenzel (1733–1776). 1786 kam er an die Universität Mainz, an der er sich dem Studium der Medizin widmete. 1791 wurde er gleichzeitig mit seinem Bruder Joseph Wenzel mit der Dissertation Commentatio inter forcipes Levretianam, Leakianam et Johnsonianam zum Dr. med. promoviert. Anschließend unternahmen die beiden Brüder eine längere Reise durch Bayern, Österreich, Württemberg und Italien, wobei sie unter anderem in Wien umfangreiche Daten erheben durften. Sie unterbreiteten nach ihrer Rückkehr aus den gewonnenen Erkenntnissen Vorschläge zur Verbesserung der medizinischen Versorgung auf dem Land. Eine Schrift, die Beachtung fand.
Wenzel wurde 1794 Assessor an der Medizinischen Fakultät der Universität Mainz. 1795 wechselte er als Arzt nach Frankfurt am Main, wobei er erst 1798 offiziell in die Ärzteschaft der Stadt aufgenommen wurde. 1804 machte er in Frankfurt die erste Operation zur künstlichen Frühgeburt in den deutschen Landen. Fürstprimas Karl Theodor von Dalberg ernannte ihn 1806 zu seinem Leibarzt und verlieh ihm den Titel Geheimrat und 1812 wurde er Direktor und Professor der Medizin und Chirurgie an der Großherzoglichen Medizinisch-Chirurgischen Schule in Frankfurt, die allerdings aus finanziellen Gründen 1813 schon wieder geschlossen werden musste.
Im Jahr 1824 erschien seine nach sorgfältigen Studien an Knochensammlungen der pathologischen Museen verfasste große Monografie über Wirbelsäulenleiden. Darin unterschied er sieben verschiedenen Arten von Ankylose der Wirbelsäule. Wenzel wurde 1824 zum Stadtaccoucheur von Frankfurt ernannt. Bereits 1803 wurde er ordentliches Mitglied der Akademie gemeinnütziger Wissenschaften zu Erfurt, allerdings auch weiterer Akademien.

## Ehrungen
Wenzel erhielt folgende Orden:
- Ritter des Russischen St. Annen-Ordens
- Königlich Preussischer rother Adler
- Ritter des großherzoglich-frankfurter Concordienordens

## Schriften
- mit Joseph Wenzel: Bemerkungen über die Hirnwassersucht. Cotta, Tübingen 1806.
- mit Joseph Wenzel: Bemerkungen über die Structur der ausgewachsenen Schwung- und Schweiffedern. Cotta, Tübingen 1807.
- mit Joseph Wenzel: Über die schwammigen Auswüchse auf der äußern Hirnhaut: mit sechs Kupfertafeln. Kupferberg, Mainz 1811.
- Über die Induration und das Geschwür in indurirten Theilen. Kupferberg, Mainz 1815.
- Über die Krankheiten des Uterus. Mit 12 Kupfer- und eben so vielen Lineartafeln. Kupferberg, Mainz 1816.
- Über die Krankheiten am Rückgrathe. Wilhelm Ludwig Wesché, Bamberg 1824.